# Jogos da Boa Vontade de 1986
Os Jogos da Boa Vontade de 1986 foi a primeira edição do evento multiesportivo criado pelo magnata das comunicações norte-americano Ted Turner, que ocorreram entre os dias 5 a 20 de julho de 1986 na cidade de Moscou na União Soviética.